# 南島町
南島町（なんとうちょう）は、かつて三重県度会郡にあった町。南勢地域（伊勢志摩）に含まれる。
国道260号が集落を縫って東から西に走り、水産業や林業が主な産業である。「奥志摩の秘境」と称されることがある。
成立50周年を迎えた2005年（平成17年）10月1日、隣接する南勢町との合併によって南伊勢町が発足し、南島町は廃止された。

## 地理
三重県の中南部、旧伊勢国の南端に位置し、東は旧南勢町、北は度会町・旧大宮町、西は旧紀勢町に接し、南は熊野灘に臨む。町境は紀伊山地や台高山脈に支脈が脊梁をなして険峻で峠やトンネルによって往来する。町の面積の92%を山が占める。
町内の集落間も、また峠越えの坂道でトンネルが多い。その陸路の交通の不便さから昭和40年頃までは「陸の孤島」と呼ばれていた。
海岸線は山が直接海に迫っている断崖絶壁のリアス式海岸で、その延長は約121キロメートルに及んでいる。三方を囲む山は500 - 700mと高山ではないが、いずれも南側斜面は険しく海に落ち込んでいる。
この地域の浦方（南島七浦）の阿曽浦、慥柄浦、贄浦、奈屋浦、神前浦、方座浦、古和浦など「浦」の付く地区は漁村である。また竈方（南島八ヶ竃）の大方竈、道行竈、小方竈、栃木竈、棚橋竈、新桑竈など「竈」の付く地区は平家集落（うち赤崎竈は廃村・相賀竈は旧南勢町）で、大江、道方、河内、村山、東宮など何も付かない地区は農村である。また慥柄浦（たしからうら）、贄浦（にえうら）、神前浦（かみさきうら）、新桑竈（さらくわがま）など難読地名が多い。

### 隣接していた自治体
- 度会郡度会町、南勢町、大紀町

## 歴史
奈屋浦の請願の入り江にあるアララ遺跡は、縄文時代から弥生時代の遺跡で、土器を含む包含層が確認された。
平安時代中期の『和名類聚抄』には、志摩国英虞郡道潟郷、芳草郷の記述があり当地区の道方、方座浦にあたるとされている。また中世の伊勢神宮の領地の諸国一覧表である『神鳳鈔』では阿曽御園、大久田御厨、慥柄神戸などの記述があり、それぞれ当地区の阿曽浦、大方竈、慥柄浦に比定されている。
南北朝時代には、古和浦の古和一族や吉津村の吉津東党の一党が南朝方の伊勢国田丸城の北畠氏に組し、南北朝統一後は国司の北畠氏の治下となり、この頃志摩国から伊勢国に組み込まれたと考えられる。太閤検地の検地帳には、伊勢国度会郡と表記されている。
江戸時代は紀州藩領の田丸領慥柄組に属し、そのまま明治維新に至った。玉城町の田丸代官所の支配の慥柄組の大庄屋は当地区の慥柄浦の向井家で度会町、旧南勢町など50余りの村を支配していた。江戸期の天保郷帳による当地区の村々は阿曽浦、大方道行竈、大江村、道方村、慥柄浦、贄浦、東宮村、奈屋浦、村山村、河内村、神前浦、方座浦、小方竈、栃木赤崎竈（赤崎竈は安政の津波で廃村）、古和浦、棚橋竈、新桑竈の17ヵ村から成っていた。いずれの村も耕地は零細で、特に浦方や竈方の村は小さく漁業や林業、塩焼きを主な生業していた。阿曽浦で生産されていた鰹節は阿曾節の名で知られ、鰹節の番付表では「行司役」とされ上方の高級料亭で重宝されたが、現在はほとんど生産されていない。
大紀町錦浦と隣接する「芦浜」は海跡湖を持つ塩竈浜跡である。そこに1963年（昭和38年）に中部電力が原子力発電所の建設を発表し、建設予定地を買収した。ところが町議会の反対決議や当地区の漁民などの激しい反対運動に加え、大紀町では町長が収賄罪で逮捕されるなど計画は停滞。大紀町錦浦とともに用地を売却した同地区の新桑竈は村八分状態になり、1997年（平成9年）3月に三重県県議会は調査・建設の冷却期間を置くよう求めていた南島町の請願を全会一致で採択するなど、混乱を極めた。2000年（平成12年）2月22日、当時の北川正恭県知事が「芦浜原発立地計画を白紙に戻す」と表明し計画に終止符が打たれた。2003年（平成15年）2月22日に「芦浜原発記念碑」が設置されたが、「思い出したくない」という地元の意向で記念碑は古和浦ではなく隣の方座浦に設置された。

### 町名の由来
旧伊勢国に所属していたが、古代から中世末までは志摩国に所属し、南志摩と呼ばれていた。そして南志摩の当て字に南島（みなみしま）と書き、「なんとう」と名付けられた。

### 沿革
- 1955年（昭和30年）4月1日 - 吉津町・島津村・鵜倉村・中島村が合併して発足。
- 2005年（平成17年）10月1日 - 南勢町と合併して南伊勢町が発足。同日南島町廃止。

## 行政
- 町長：稲葉輝喜（合併直前の最後の町長,新しい南伊勢町初代町長）
- 過疎化の進行（成立時の昭和30年は3,144世帯15,305人だったが平成12年には世帯数は3,109世帯とあまり変わらないのに人口は7,969人と半減した。）

## 伝説
- 倭姫命の伝説 - 垂仁天皇第二皇女の倭姫命が天照大神の神体を奉じ、鎮座地を求め各地を巡行し伊勢の地に辿り着いた伝説。伝説によると、倭姫命は滝原から当地区の村山をへて河内の赤崎の「腰かけ岩」（当地区赤崎の奈津観音堂そばに現存）で休息した（赤崎の地名の謂れは、倭姫命が一夜を過ごすうちに、東の空が明けたのでこの地を赤崎と呼ぶようになったという）。その後、峠越えの山中であまりの険しさに一息付き「ああ、らくになった」と倭姫命が言った慥柄浦の裏山の地点を「ハクラクサン」と呼ぶようになった。慥柄浦に到着し一時鎮座したと伝えられている「宇久良宮」が慥柄郵便局横の石段を上り詰めた所に祀られている。
- 南島八ヶ竃（なんとうはちかがま[3]） - 確かな文献が残っている全国でも貴重な南伊勢の平家の落人伝説のある八集落。源平合戦の頃、平氏一門が都を落ちたのちに戦線を離脱、那智の沖で入水自殺した平維盛の妾腹の岸上左衛門尉行弘の一族が熊野からこの地に入植。しかし先住者によってすでに漁業権が握られていたため塩竃を造り塩を焼き、わずかな耕地を開いて自活。南北朝から戦国時代の動乱期に復活を期し積極的に活動した。しかし最後は江戸初期の島原の乱にまで参加したが、その思いは果たせなかった。（かつては毎年だったが過疎化により今では隔年1月5日に各竃の当番制で八ヶ竃八幡祭り（弓引き神事）が行われ三重県文化財の「竃方文書」が伝わっている。）
- 姫越の黄金伝説 - 新桑竈から山道を越え隣町の大紀町錦浦との境に位置する姫越山。眼下に芦浜が美しい。昔、それは多分源平合戦の頃この山をあえぎながら登っていく老武士と姫君の姿があった。馴れぬ山路、しかも落人の身。やっとたどり着いた峠で姫君は一歩も動けなくなった。せめて飲み水でもと老武士は急ぎ谷を下り水をもって峠に戻った。ところが、その時はすでに姫君はこときれていた。老武士は持参していた黄金をツツジの木の下に埋めると姫君を追って自らの命を断った。それからは、この峠のある山は姫越山と呼ばれるようになった。悲しくも哀れな話だが、この伝説には黄金の埋めた場所を示す歌が残っている。「朝日さし夕日直さすツツジの下に黄金千両、後の世のため」。この歌を信じて一時期、山のツツジの木の下が総て掘り返されるという事件があったが、この歌は全国の黄金伝説に共通するもので信憑性は低いと思われる。なお、この姫君は木曾義仲の娘とか樋口次郎兼光の娘とか伝わり、樋口次郎兼光は木曾義仲の四天王の一人で近くの芦浜に今でも墓が残っている。
- 伊勢国司北畠氏 - 戦国時代、織田信長によって北畠氏は滅ぼされたが、北畠氏の女人がこの地で息絶えたという伝説が残っている。場所は上記の姫越山とも局ヶ頂（旧南勢町との境）ともいわれる。この地域の北畠氏へに思いは深く子供の10まで数える数え歌に「織田のハゲ北畠」が今でも伝わっている。
- 磯争い - 漁業を生業としている村々では磯場の漁業権をめぐる争いが絶えなかった。阿曽浦と相賀浦（旧南勢町）の磯争いは一番鶏の声で村を船で出発、お互いが出会った磯を境界線にすることとなった。ところが阿曽浦の長老が一計を案じた。それは、鶏の止まり木の竹筒に温かいお湯をこっそりと流したのである。温かくなった鶏は朝が来たと錯覚し真夜中に大声で鳴いた。相賀浦から出向いた監視役は頭をひねりながら阿曽浦の船の出発を宣告。阿曽浦の船は順調に進み、あと少しで相賀浦が見える磯の鼻に達した。このまま進めば磯の漁業権が全て阿曽浦のものになってしまう。そこで長老は「過ぎたるは及ばざるが如し」と船を止め、相賀浦の船を待ったという伝説。現に今でも阿曽浦の漁業権は相賀浦のそばまである。

## 出身者
- 河村瑞賢（東宮出身の江戸時代初期の豪商）
- 浜地文平（神前浦出身の元衆議院議員）
- 森一夫（大阪教育大学名誉教授、教育学博士。日本理科教育学会名誉会員（元会長））
- ぷってぃ - お笑い芸人（P&M）

## 観光

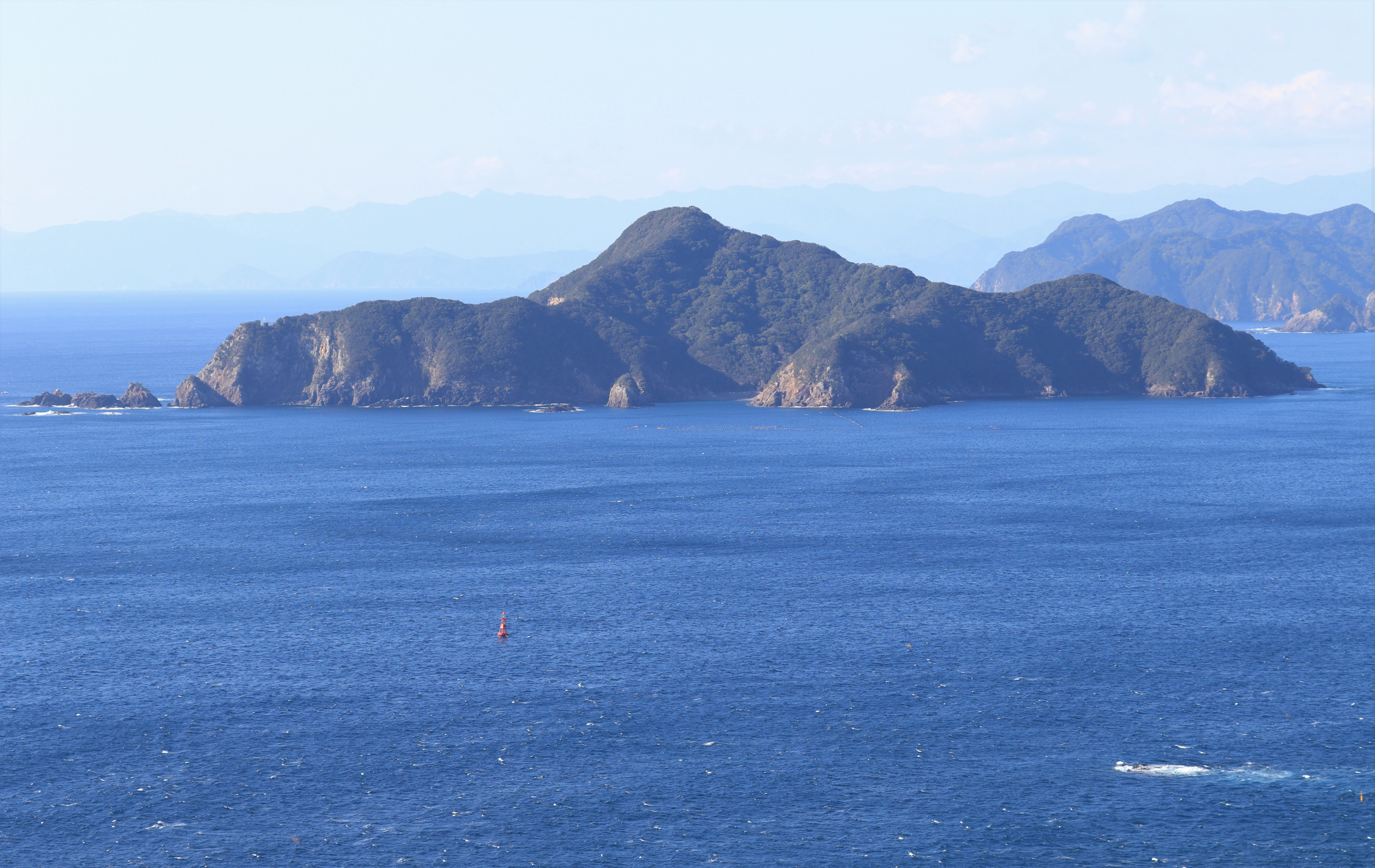
見江島

- 1977年（昭和52年）2月8日 伊勢志摩国立公園に編入。
- 釣り - 町の魚がイシダイ。魚影も濃く名古屋や大阪からの釣り客に大人気。「海上釣り堀」は慥柄浦、贄浦、奈屋浦、方座浦、古和浦地区にある。
- 支毘大命神碑 - 漁業の町にふさわしい供養塔。慶応3年、鮪3千頭余の大漁を得て奈屋浦村人の困苦を救う。明治13年、鮪2千頭余の大漁を得て、再度奈屋浦村民を救う。奈屋浦地区
- 鵜倉半島（鵜倉園地） - 熊野灘に突きだした形の半島は、切り立ったリアス式海岸に縁どられ、かさらぎ展望台、橘展望台、見江島展望台、あけぼの展望台の4つの展望台がある。かさらぎ展望台が最も高地で、他のいずれの展望台からも熊野灘や、緑の時期には山全体がつつじに覆われる贄弁天島や、イワツバメの貴重な生息地である見江島などが見える。
- 南島の親子大橋 - 阿曽浦と慥柄浦を結ぶ親子大橋は、「日本の橋百選」にも選ばれた南島町のシンボルで、朱色のアーチ型の橋。
- 能見坂峠 - 伊勢市に通じる古い峠。今はトンネルに変わったが、以前の道路は悪路難所であった。1928年に御木本幸吉の寄付により初めてトンネルが作られ、さらに2003年に新しいトンネルが完成し、伊勢市内への通勤管内となった。
- 野見坂の地層褶曲 - 昭和16年10月14日に県天然記念物指定。野見南トンネルの出口のすぐそばの岩肌に見ることができる。褶曲は、標高240メートル、岩肌の大きさは底辺10メートル、高さ9.5メートルで、はるか昔激しい地殻変動により、縦・横・斜等種々の方向に地層が走り、乱舞しているかのように見える。
- 棚橋の峠のトンネル - 大正3年（1914年）に作られた素掘りの随道。馬蹄形の下部が矩形で車一台しかと通れなく国道260号の最大の難所。国道260号のこの区域は通行不能の時が多く、ツーリング仲間の間では幻の国道とも呼ばれていた。平成14年8月に棚橋から錦へ別に新しい道路が出来たので、通る人はほとんどいなくなった。
- 東宮瑞賢公園 - 河村瑞賢翁銅像・瑞賢翁生誕地の碑。
- 塩竈浜（しゅうがはま）のハマナツメの群生 - 道行竈か東に徒歩約一時間の所にある自然一杯の浜辺の海跡湖に県天然記念物のハマナツメが群生。ここがハマナツメの北限とされている。昭和15年9月17日に県天然記念物指定。
- 南島浮島 - 道方浮島南島パークにある水に浮かぶ不思議な島。小さな池の真ん中にある島。この島は水底からは離れていて、水の増減で浮き沈みする。むかし山の一部がシダや雑木を乗せたまま崩れ落ち、そのまま水に浮かんで植物が生えている。水草が腐りきらず泥炭化した高層湿原の浮島（例えば尾瀬）とは性格が違うもの。昭和15年9月3日に県天然記念物指定。現在は池の底に根を張っているため、浮いておらず動かない。
- 中島映画劇場、神前会館、南島劇場、贄会館 - かつて南島町にあった映画館。1960年（昭和35年）の度会郡には16館の映画館があった[注 1]。

## 文学
- 明治時代の文豪・田山花袋の紀行文「南船北馬」の「北紀伊の海岸」の文中に「道方村より暫く絶えたるおもしろき海又画のごとく見え始めて、慥柄に至るに及んで、その風景更に一層の美しさを加えたり。百軒足らずの人家は皆おもしろく海に向いて、左より突き出したる阿曽の海角しは、右の細長き大石の鼻と相接して、其間に碁石のごとく散在したる嶋影の深紫なる海波の上に浮び出てさるさま、いと美し。」と当時の様子を書き残している。

## 教育

### 高等学校
- 三重県立南伊勢高等学校南島校舎（三重県立南島高等学校） - 合併後の2008年（平成20年）3月に廃校となった。

### 中学校
- 南島町立南島中学校
- 南島町立南島西中学校

### 小学校
- 南島町立島津小学校
- 南島町立南島東小学校
- 南島町立東小学校
- 南島町立吉津小学校

## 交通

### 鉄道
町内を鉄道路線は通っていない。ただし、2001年まで鉱山と吉津港を結ぶ国見山石灰鉱業の専用鉄道が存在した。
鉄道を利用する場合の最寄り駅
- JR東海紀勢本線 伊勢柏崎駅もしくは紀伊長島駅
- JR東海参宮線および近畿日本鉄道山田線 伊勢市駅

### バス
- 三重交通
- 南島町営バス（現在は南伊勢町営バスに引き継がれている）

三重県道22号伊勢南島線経由で「伊勢市駅前」から「道方」まで三重交通バスで約1時間10分、国道260号で「道方」から「阿曽浦」まで町営バスで8分、また「道方」から「神前浦」まで町営バスで37分、「神前浦」から「棚橋竈」まで町営バスで14分。

### 道路
- 国道260号